# Sitta

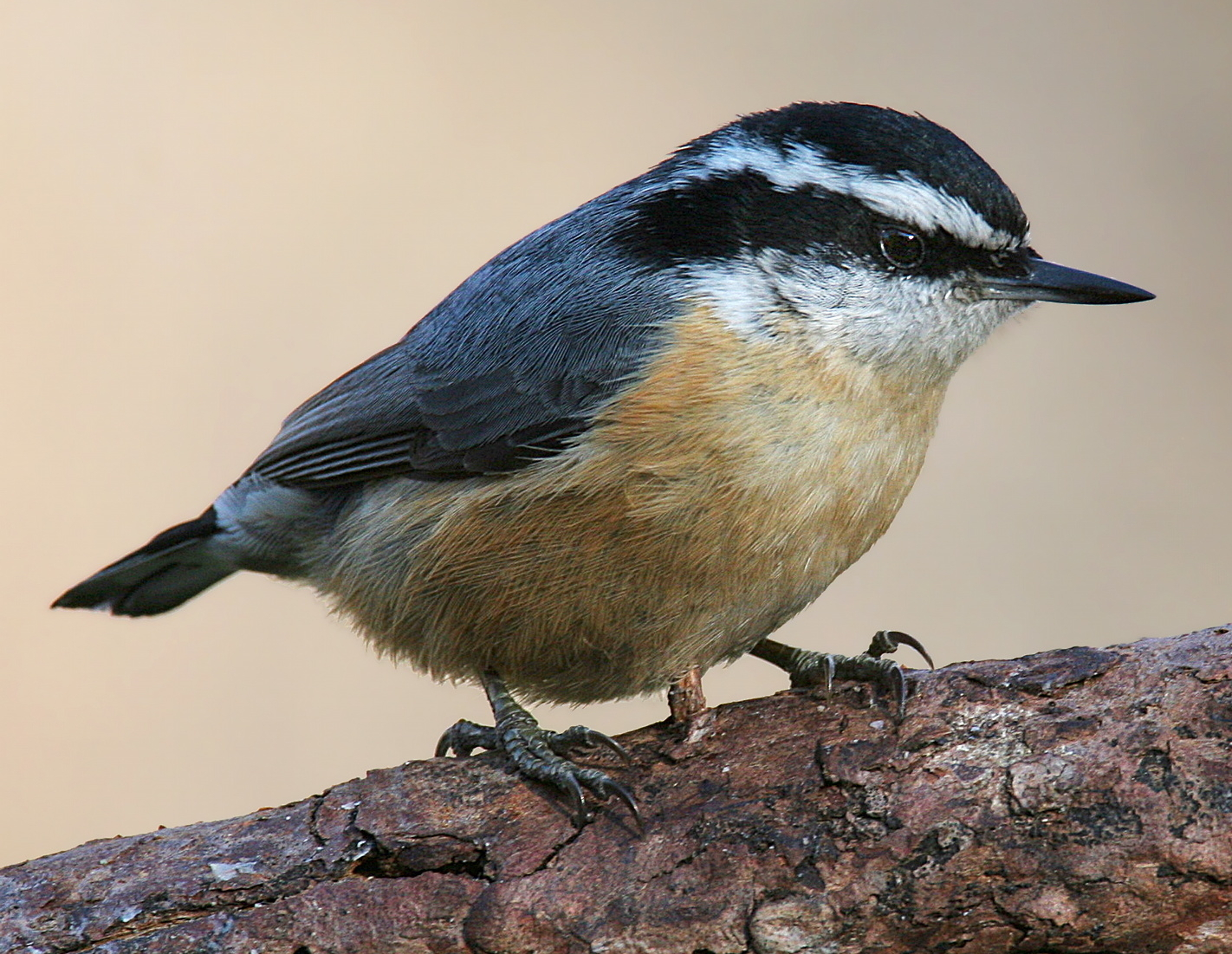
Picchio muratore pettofulvo (Sitta canadensis)

Sitta Linnaeus, 1758 è un genere di uccelli passeriformi, unico genere della famiglia Sittidae Lesson, 1828.
La maggior parte di questi uccelli vive nelle zone montuose o boscose della fascia a clima temperato dell'Eurasia.

## Tassonomia
Comprende 28 specie:
- Sitta europaea Linnaeus, 1758 - picchio muratore europeo
- Sitta arctica Buturlin, 1907
- Sitta nagaensis Godwin-Austen, 1874 - picchio muratore culcastano
- Sitta cashmirensis Brooks, 1871 - picchio muratore del Kashmir
- Sitta castanea Lesson, 1830 - picchio muratore panciacastana
- Sitta cinnamoventris Blyth, 1842
- Sitta neglecta Walden, 1870
- Sitta himalayensis Jardine & Selby, 1835 - picchio muratore dell'Himalaya
- Sitta victoriae Rippon, 1904 - picchio muratore dai sopraccigli bianchi
- Sitta pygmaea Vigors, 1790 - picchio muratore pigmeo
- Sitta pusilla Latham, 1790 - picchio muratore capobruno
- Sitta witheheadi Sharpe, 1884 - picchio muratore corso
- Sitta ledanti Vielliard, 1976 - picchio muratore della Kabilia
- Sitta krueperi Pelzeln, 1863 - picchio muratore di Krüper
- Sitta yunnanensis Ogilvie-Grant, 1900 - picchio muratore dello Yunnan
- Sitta canadensis Linnaeus, 1766 - picchio muratore pettofulvo
- Sitta villosa Verreaux, 1865 - picchio muratore cinese
- Sitta leucopsis Gould, 1850 - picchio muratore guancebianche
- Sitta przewalskii Berezowski & Bianchi, 1891 - picchio muratore di Przewalski
- Sitta carolinensis Latham, 1790 - picchio muratore pettobianco
- Sitta neumayer Michahelles, 1830 - picchio muratore di roccia
- Sitta tephronota Sharpe, 1872 - picchio muratore di roccia orientale
- Sitta frontalis Swainson, 1820 - picchio muratore frontevellutata
- Sitta solangiae Delacour & Jabouille, 1930 - picchio muratore lilla
- Sitta oenochlamys Sharpe, 1877 - picchio muratore beccozolfo
- Sitta azurea Lesson, 1830 - picchio muratore azzurro
- Sitta magna Ramsay, 1876 - picchio muratore gigante
- Sitta formosa Blyth, 1842 - picchio muratore splendente

Identificazione delle 28 specie di Sitta